# دوركاس كوشران
دوركاس كوشران (بالإنجليزية: Dorcas Cochran)‏ هي كاتبة سيناريو وملحنة وكاتبة غنائية وشاعرة أمريكية، ولدت في 1903، وتوفيت في 6 يوليو 1991.

## وصلات خارجية
- دوركاس كوشران على موقع IMDb (الإنجليزية)
- دوركاس كوشران على موقع ميوزك برينز (الإنجليزية)
- دوركاس كوشران على موقع أول ميوزيك (الإنجليزية)
- دوركاس كوشران على موقع ديسكوغز (الإنجليزية)
- دوركاس كوشران على موقع قاعدة بيانات الفيلم (الإنجليزية)